# دهه ۱۰۸۰ (پیش از میلاد)
دهه ۱۰۸۰ (پیش از میلاد) صد و هشتمین دهه قبل از مبدا شروع تقویم میلادی است.